# Sarax javensis
Sarax javensis är en spindeldjursart som först beskrevs av Gravely 1915.  Sarax javensis ingår i släktet Sarax och familjen Charinidae. Inga underarter finns listade i Catalogue of Life.